# Nisia atrovenosa
Nisia atrovenosa är en insektsart som först beskrevs av Lethierry 1888.  Nisia atrovenosa ingår i släktet Nisia och familjen Meenoplidae. Inga underarter finns listade i Catalogue of Life.